# Jan Carlzon
Jan Carlzon (født 25. juni 1941 i Nyköping) er en svensk forretningsmand.
Carlzon blev uddannet som civiløkonom i 1967 og senere ansat som administrerende direktør i Ving. I 1981 blev han ansat i SAS som administrerende direktør. Denne post bestred han i 14 år.